# Вуиз
Вуиз (фр. Voueize) је река у Француској. Дуга је 54 km. Улива се у Тард. 